# Krubungan
Krubungan is een bestuurslaag in het regentschap Kebumen van de provincie Midden-Java, Indonesië. Krubungan telt 1073 inwoners (volkstelling 2010).